# جام حذفی فوتبال رومانی
 جام حذفی فوتبال رومانی  (به رومانیایی: Cupa României) مسابقاتی است که به صورت حذفی در کشور رومانی از سال ۱۹۳۳ تاکنون برگزار می‌شود. این جام از ۲۰۲ تیم که از سراسر کشور رومانی در آن شرکت می‌کنند برگزار می‌شود.
باشگاه فوتبال استوا بخارست با ۲۲ قهرمانی پرافتخارترین تیم این سری مسابقات به حساب می‌آید.

## پرافتخارترین باشگاه‌ها
| باشگاه               | قهرمانی | نایب قهرمانی |
| -------------------- | ------- | ------------ |
| استوا بخارست         | ۲۲      | ۸            |
| دینامو بخارست        | ۱۳      | ۹            |
| راپید بخارست         | ۱۳      | ۶            |
| یونیورسیتاتی کرایووا | ۷       | ۵            |
| کلوژ                 | ۴       | ۱            |
| پترولول پلویشت       | ۳       | ۱            |